# Al-Khansa
Tumadir bint Amr ibn Al-Harth ibn Al-Sharid Al-Sulaymah (en árabe:  تماضر بنت عمرو بن الحرث بن الشريد السُلمية), más conocida como Al-Khansa, fue una poetisa árabe del siglo VII. Nació y se crio en la región de Nechd (la región central de la moderna Arabia Saudita). Fue contemporánea de Mahoma y, finalmente, se convirtió al islam.
En su tiempo, el papel de las poetisas era escribir elegías por los muertos y exponerlas ante su tribu en los concursos públicos orales. Al-Khansa se ganó la fama y el respeto en estas competiciones con sus elegías dedicadas a sus hermanos Sakhrs y Mu'awiyah, fallecidos en batalla. Es considerada la mejor poetisa de la literatura árabe.

## Vida
Al-Khansa nació en una familia acomodada de la región de Nechd, región central de la actual Arabia Saudita en el seno de una familia adinerada de la tribu de Sulaym, siendo hija del jefe del clan al-Sharid. De acuerdo con el juicio contemporánea así como el posterior, fue la poetisa más poderosa de su tiempo. En las sociedades preislámicas, el rol de las poetisas como Al-Khansa, era el de componer elegías para los miembros de sus tribus que caían en batalla. Su extraordinaria fama reside principalmente en la elegancia de la poesía que compuso para sus dos hermanos, Sakhr y Mu'awiya, quienes murieron en una escaramuza tribal entre los Banū Sulaym y Banū Murra contra los Banū Asad, tiempo antes del surgimiento del islam. 
En el año 612 su hermano Mu'awiyah fue asesinado por miembros de otra tribu. Al-Khansa insistió en que su hermano, Sakhrs, vengara la muerte de Mu'awiyah, cosa que este hizo y fue herido en el proceso, falleciendo a causa de sus heridas un año después. Al-Khansa lloró su muerte mediante la poesía, escribiendo más de cien elegías sobre ellos dos, comenzando a ganar fama por sus elegantes composiciones, especialmente debido a la fuerza de sus recitaciones. El poeta árabe contemporáneo al-Nabigha le dijo "Eres la mejor poetisa entre los genios y los humanos". (Del árabe: إنك أشعر الجن والإنس). Del mismo modo, otra anécdota cuenta que al-Nabigha le dijo a Al-Khansa, "Si no hubiera escuchado recitar ya a Abu Basir, diría que eres la mayor poetisa de los árabes. Ve, pues eres la mayor poeta entre aquellas con pechos".
Conoció al profeta Mahoma en el año 629 y se convirtió al islam. Se dice que Mahoma le pidió que recitara para él y que estaba encantado de escucharla. 
Se casó al menos dos veces y tuvo seis hijos, todos acabarían siendo poetas y eventualmente se convertirían al islam.Cuatro de ellos, Yaziz, Mu'awwiyah, Amr y Amrah, murieron en la Batalla de al-Qadisiyya. Cuando recibió las noticias, presuntamente habría dicho "Alabado sea Alá quien me honró con su martirio. Y tengo la esperanza de que mi Señor me permita reunirme con ellos en la morada de su misericordia"(en árabe: الحمد لله الذي شرفني بقتلهم، وأرجو من ربي أن يجمعني بهم في مستقر رحمته‎).

## Críticas
El poeta contemporáneo al-Nabighah dijo de ella: "Al-Khansa es la mejor poetisa entre los genios y los humanos".
Otra anécdota dice que Al-Nabigha le dijo a Al-Khansa: "Si Abu Basir no hubiera recitado para mi, yo hubiera dicho que eres la más grande poeta de los árabes. Ve, porque eres la poeta más grande entre las que tienen pechos". Al-Khansa respondió: "Yo soy la poeta más grande entre los que tienen testículos, también".